# Jablanica (Gebirge)
Die Jablanica (mazedonisch Јабланица; albanisch Jabllanica oder Jabllanicë) ist ein Gebirge in Albanien und Nordmazedonien. Es erstreckt sich an deren Grenze in Nord-Süd-Richtung westlich des Ohridsees bis nach Debar. Es ist rund 50 Kilometer lang und erreicht Berghöhen von bis über 2000 m. i. J. Der höchste Berg ist der Schwarze Stein (mazedonisch Црн Камен Crn Kamen; albanisch Gur i Zi) etwa im Zentrum des Gebirges. Dieser Berg ist 2257 m. i. J. hoch, nach anderen Quellen sogar 2259 m. i. J. Auf albanischen Karten ist die Höhe mit 2255 m ü. A. verzeichnet. Beide Staaten haben rund hälftigen Anteil am Gebirge. Die größten Städte in der Nähe des Gebirges sind Librazhd in Albanien und Struga in Nordmazedonien.

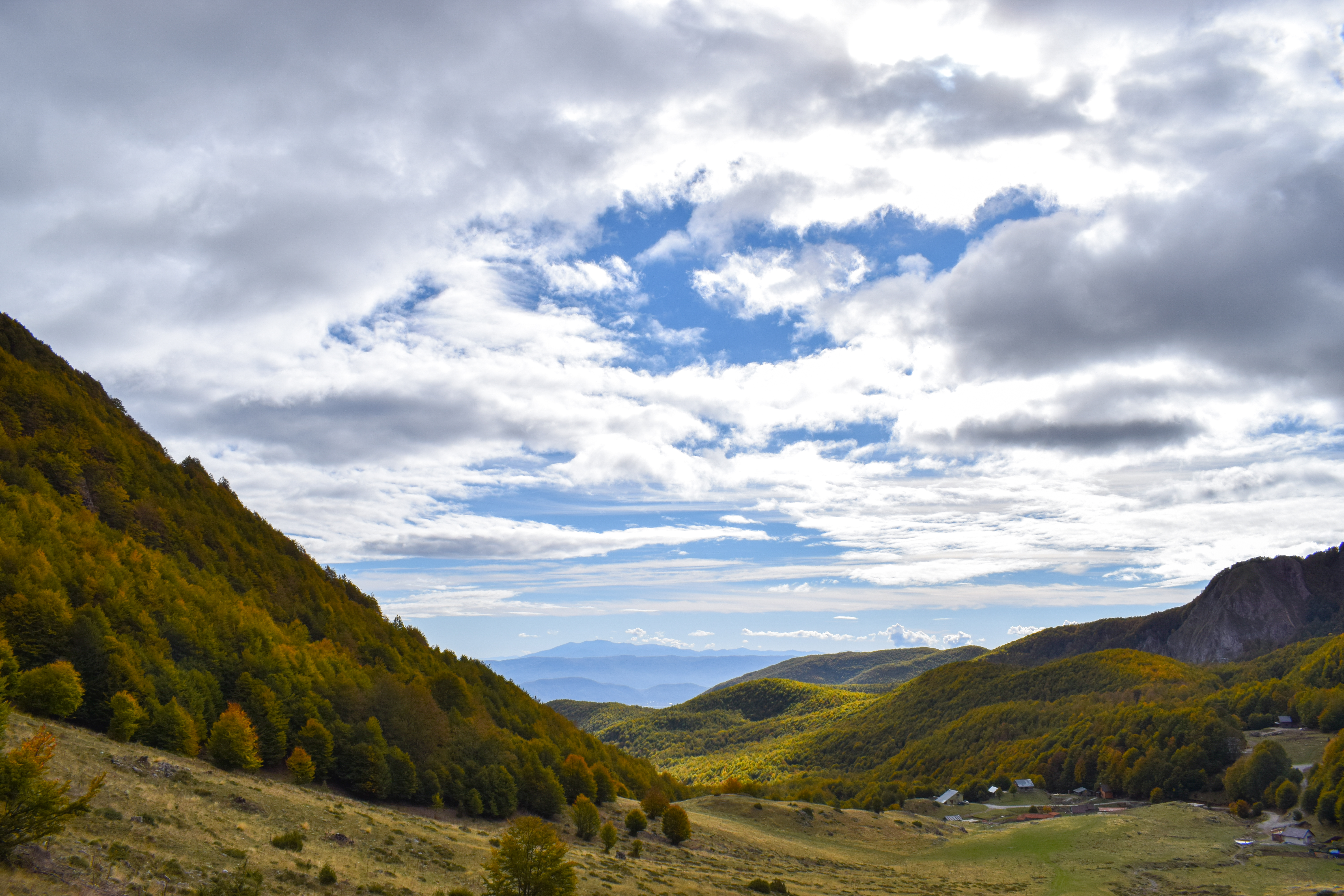
Gebirgslandschaft oberhalb von Labuništa in Nordmazedonien (2020)

Im Osten fällt das Gebirge zum Tal des Schwarzen Drin und dem Ohridsee ab, im Westen erhebt sich nach einem kleinen Tal der Bergzug des Shebenik, der fast gleich hoch ist.
Die albanische Seite des Gebirgszugs ist zusammen mit dem etwas westlich gelegenen Berg Shebenik seit 2008 als Nationalpark geschützt.
Weitere markante Berggipfel sind die Belica mit 1946 m. i. J. und die Mokra mit 1522 m. i. J.